# Bunt sind schon die Wälder
Bunt sind schon die Wälder ist ein deutsches Volkslied, das den Herbst besingt. Es ist auch unter dem Namen Herbstlied bekannt.

## Textüberlieferung und Melodien
Der Text wurde 1782 vom Schweizer Dichter Johann Gaudenz von Salis-Seewis unter dem Titel Herbstlied, Untertitel 1782, in sieben Strophen verfasst und im Vossischen Musen-Almanach für das Jahr 1786 erstmals veröffentlicht. Eine weitere Veröffentlichung von 1793 umfasste fünf Strophen, wobei die ersten beiden und die letzte identisch mit der Ausgabe von 1786 waren und die jeweils vorletzten Strophen teilweise übereinstimmen. Die Musik dazu wurde 1799 von dem deutschen Komponisten Johann Friedrich Reichardt komponiert. Eine weitere Vertonung aus dem Jahr 1816 stammt von Franz Schubert (D 502).
Am meisten verbreitet ist heute eine Version in vier Strophen. Das sind jene Strophen, die in den Editionen von 1786 und 1793 weitgehend identisch waren. Einziger wesentlicher Unterschied zu damals ist die letzte Zeile: Anstatt „deutschen Ringeltanz“ heißt es heute oft „frohen Erntetanz“.
| 1. Bunt sind schon die Wälder, gelb die Stoppelfelder, und der Herbst beginnt. Rote Blätter fallen, graue Nebel wallen, kühler weht der Wind. 2. Wie die volle Traube aus dem Rebenlaube purpurfarbig strahlt! Am Geländer reifen Pfirsiche, mit Streifen rot und weiß bemalt. 3. Flinke Träger springen, und die Mädchen singen, alles jubelt froh! Bunte Bänder schweben zwischen hohen Reben auf dem Hut von Stroh. 4. Geige tönt und Flöte bei der Abendröte und im Mondesglanz; junge Winzerinnen winken und beginnen frohen Erntetanz/deutschen Ringeltanz. | Die Audiowiedergabe wird in deinem Browser nicht unterstützt. Du kannst die Audiodatei herunterladen. |

In der von Friedrich von Matthisson 1793 herausgegebenen Fassung findet sich noch eine weitere Strophe, welche zwischen der 3. und 4. Strophe eigentlich vorgesehen war, die allerdings nicht mehr verbreitet ist und auch nicht mehr gesungen wird:
Sieh! wie hier die Dirne

Emsig Pflaum’ und Birne

In ihr Körbchen legt;

Dort, mit leichten Schritten,

Jene, goldne Quitten

In den Landhof trägt!
Da das Wort „Dirne“ ein Begriff ist, der heutzutage eine altertümliche Bezeichnung für „Prostituierte“ ist und nicht mehr in seinem historischen Wortsinn (Dirne = Deern, Mädchen) verwendet wird, ist diese Strophe, die ursprünglich unverfänglich ist, in Vergessenheit geraten.

## Spätere Erweiterungen
In christlichen Liederbüchern des 19. Jahrhunderts finden sich Strophen, die den Inhalt um den Dank an Gott, den Schöpfer, erweitern. Als Verfasser der Strophen werden „Nitschke/Fliedner“ genannt.
O wie strömt Dein Segen,

Vater allerwegen!

Reichen Überschwang

spenden Deine Hände

ohne Maß und Ende. –

Habe Preis und Dank!

Dank für alle Gaben,

die Du, uns zu laben,

schenkst für unsre Not!

Wollen Dich nun loben

hier, und einstens droben,

lieber Herr und Gott!